# Michael Willems
Michael Willems is een fotograaf  uit Nederland, die sinds 1995 in Canada woont en nu Canadees is. 
Michael  (ook bekend als "Michiel") Willems is een gerenommeerd fotograaf en fotografie-leraar uit Canada. Hij is vooral bekend van zijn foto-expositie "IV - Intravenous", het verhaal van twee Toronto drugsverslaafden die hun verslaving ontkwamen. 
Michael doceert fotografie in de Faculty Of Professional And Continuing Studies op Sheridan College in Oakville, Ontario.
In 2008 won hij de Halton Police Photo Award; in 2014 de Cogeco/OAC Award For Digital Arts. Hij is lid van Photosensitive, een collectief van Canadese fotojournalisten die met hun fotografie sociale actie proberen to creëren. Ook is hij bekend om zijn naakten. 
Michael is de schrijver van zes boeken over fotografie. Hij houdt regelmatig solo-exposities van zijn werk, dat verder ook gepubliceerd is in The National Post, The Toronto Star, The Toronto Sun, en tientallen andere dagbladen en tijdschriften. Hij verschijnt regelmatig op radio en TV, o.a. inclusief CBC Radio en Naked News. 